# Castelnau-Magnoac
Castelnau-Magnoac (occitan: Castèthnau de Manhoac) là một xã thuộc tỉnh Hautes-Pyrénées trong vùng Occitanie tây nam nước Pháp. Xã này nằm ở khu vực có độ cao trung bình 367 mét trên mực nước biển.